# Маги Грейс
Маргарет Грейс Дениг (на английски: Margaret Grace Denig; родена на 21 септември 1983 г.), известна като Маги Грейс, е американска актриса. Известна е с ролята си на Шанън Ръдърфорд в американския сериал „Изгубени“.

## Личен живот
На 28 май 2018 г. се омъжва за Брент Бушнел.